# Südvietnamesische Fußballnationalmannschaft
Die südvietnamesische Fußballnationalmannschaft war die Fußballnationalmannschaft Südvietnams. Sie existierte von 1949 bis 1975. In diesem Jahr wurde sie mit der Auswahl Nordvietnams zur vietnamesischen Fußballnationalmannschaft zusammengeschlossen.
Südvietnam konnte sich für die ersten beiden Asienmeisterschaften 1956 und 1960 qualifizieren und belegte dort jeweils den vierten Platz. Für eine Weltmeisterschaft konnte sich die Mannschaft nicht qualifizieren.

## Weltmeisterschaften
- 1930 bis 1950: nicht teilgenommen
- 1954: Anmeldung durch die FIFA abgelehnt[1]
- 1958 bis 1970: nicht teilgenommen
- 1974: nicht qualifiziert
- 1978: Anmeldung durch Annexion hinfällig[2]

danach siehe vietnamesische Fußballnationalmannschaft

## Asienmeisterschaften
- 1956: Vierter
- 1960: Vierter
- 1964: nicht teilgenommen
- 1968: nicht qualifiziert
- 1972: nicht teilgenommen
- 1976: nicht qualifiziert

danach siehe vietnamesische Fußballnationalmannschaft